# 布勒什
布勒什（法語：Breuches，法語發音：[bʁœʃ]）是法国上索恩省的一个市镇，属于吕尔区。

## 地理
布勒什（47°47'53"N, 6°19'49"E）面积9.12 平方千米，位于法国勃艮第-弗朗什-孔泰大區上索恩省，该省份为法国东部内陆省份，北起顺时针与孚日省、贝尔福地区省、杜省、汝拉省、科多尔省和上马恩省接壤。
与布勒什接壤的市镇（或旧市镇、城区）包括：欧特韦勒、埃安、博东库尔、呂克瑟伊萊班、奥尔穆瓦什、圣玛丽昂绍、圣索沃尔。

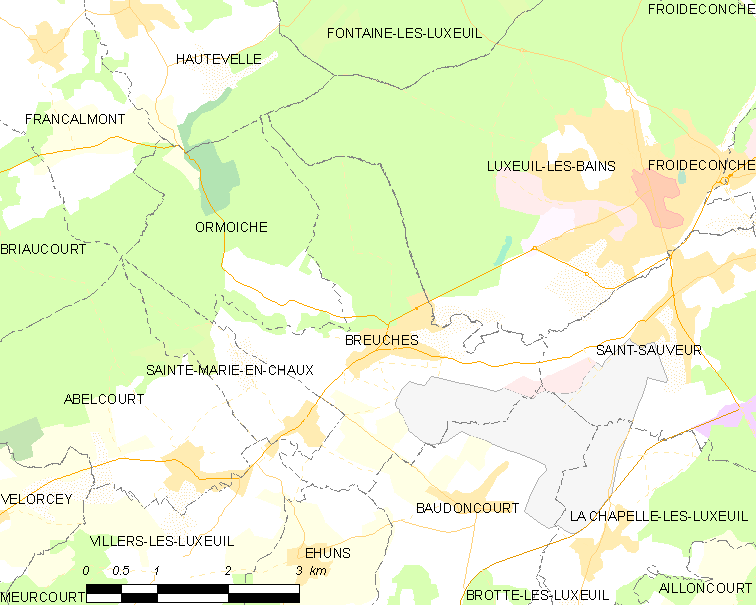
布勒什的OSM定位图

布勒什的时区为UTC+01:00、UTC+02:00（夏令时）。

## 行政
布勒什的邮政编码为70300，INSEE市镇编码为70093。

## 政治
布勒什所属的省级选区为吕克瑟伊莱班县。

## 人口

1962-2008年间布勒什人口变化图示

布勒什于2022年1月1日时的人口数量为643人。